# Selección de fútbol sub-20 de Corea del Sur
La selección de fútbol sub-20 de Corea del Sur es el equipo que representa al país en la Copa Mundial de Fútbol Sub-20 y en el Campeonato Juvenil de la AFC; y es controlada por la Asociación de Fútbol de Corea.

## Palmarés
- Campeonato Juvenil de la AFC: 12

1959, 1960, 1963, 1978, 1980, 1982, 1990, 1996, 1998, 2002, 2004, 2012

## Estadísticas

### Mundial FIFA Sub-20
| Año   | Resultado        | J            | G            | E            | P            | GF           | GC           |
| ----- | ---------------- | ------------ | ------------ | ------------ | ------------ | ------------ | ------------ |
| 1977  | No participó     | No participó | No participó | No participó | No participó | No participó | No participó |
| 1979  | Fase de grupos   | 3            | 1            | 1            | 1            | 1            | 3            |
| 1981  | Fase de grupos   | 3            | 1            | 0            | 2            | 4            | 5            |
| 1983  | Cuarto lugar     | 5            | 3            | 0            | 2            | 7            | 7            |
| 1985  | No clasificó     | No clasificó | No clasificó | No clasificó | No clasificó | No clasificó | No clasificó |
| 1987  | No clasificó     | No clasificó | No clasificó | No clasificó | No clasificó | No clasificó | No clasificó |
| 1989  | No clasificó     | No clasificó | No clasificó | No clasificó | No clasificó | No clasificó | No clasificó |
| 1991  | Cuartos de final | 4            | 1            | 1            | 2            | 3            | 7            |
| 1993  | Fase de grupos   | 3            | 0            | 3            | 0            | 4            | 4            |
| 1995  | No clasificó     | No clasificó | No clasificó | No clasificó | No clasificó | No clasificó | No clasificó |
| 1997  | Fase de grupos   | 3            | 0            | 1            | 2            | 5            | 14           |
| 1999  | Fase de grupos   | 3            | 1            | 0            | 2            | 5            | 6            |
| 2001  | No clasificó     | No clasificó | No clasificó | No clasificó | No clasificó | No clasificó | No clasificó |
| 2003  | Octavos de final | 4            | 1            | 0            | 3            | 3            | 5            |
| 2005  | Fase de grupos   | 3            | 1            | 0            | 2            | 3            | 5            |
| 2007  | Fase de grupos   | 3            | 0            | 2            | 1            | 4            | 5            |
| 2009  | Cuartos de final | 5            | 2            | 1            | 2            | 9            | 6            |
| 2011  | Octavos de final | 4            | 1            | 1            | 2            | 3            | 4            |
| 2013  | Cuartos de final | 5            | 1            | 3            | 1            | 8            | 8            |
| 2015  | No clasificó     | No clasificó | No clasificó | No clasificó | No clasificó | No clasificó | No clasificó |
| 2017  | Octavos de final | 4            | 2            | 0            | 2            | 6            | 5            |
| 2019  | Subcampeón       | 7            | 4            | 1            | 2            | 9            | 8            |
| 2023  | Cuarto lugar     | 7            | 3            | 1            | 2            | 8            | 7            |
| 2025  | Clasificado      | Clasificado  | Clasificado  | Clasificado  | Clasificado  | Clasificado  | Clasificado  |
| Total | 17/23            | 67           | 22           | 15           | 29           | 83           | 101          |

### Campeonato AFC U-20
| Año   | Resultado        | J            | G            | E            | P            | GF           | GC           |
| ----- | ---------------- | ------------ | ------------ | ------------ | ------------ | ------------ | ------------ |
| 1959  | Campeón          | 4            | 4            | 0            | 0            | 8            | 3            |
| 1960  | Campeón          | 4            | 4            | 0            | 0            | 16           | 4            |
| 1961  | 4.º lugar        | 5            | 1            | 3            | 1            | 9            | 6            |
| 1962  | Subcampeón       | 5            | 3            | 1            | 1            | 14           | 2            |
| 1963  | Campeón          | 6            | 4            | 2            | 0            | 16           | 6            |
| 1964  | 4.º lugar        | 4            | 2            | 0            | 2            | 4            | 9            |
| 1965  | Fase de grupos   | 4            | 1            | 0            | 3            | 4            | 5            |
| 1966  | Cuartos de final | 3            | 1            | 1            | 1            | 5            | 2            |
| 1967  | Fase de grupos   | 3            | 1            | 1            | 1            | 8            | 7            |
| 1968  | 3.er lugar       | 7            | 5            | 2            | 0            | 18           | 4            |
| 1969  | Cuartos de final | 4            | 2            | 0            | 2            | 9            | 4            |
| 1970  | 3.er lugar       | 6            | 4            | 0            | 2            | 11           | 3            |
| 1971  | Subcampeón       | 6            | 2            | 3            | 1            | 8            | 5            |
| 1972  | Subcampeón       | 6            | 4            | 1            | 1            | 8            | 3            |
| 1973  | 3.er lugar       | 6            | 3            | 2            | 1            | 5            | 1            |
| 1974  | 3.er lugar       | 6            | 5            | 0            | 1            | 11           | 7            |
| 1975  | No participó     | No participó | No participó | No participó | No participó | No participó | No participó |
| 1976  | 3.er lugar       | 6            | 3            | 1            | 2            | 7            | 3            |
| 1977  | Cuartos de final | 4            | 1            | 3            | 0            | 3            | 0            |
| 1978  | Campeón          | 6            | 3            | 3            | 0            | 12           | 3            |
| 1980  | Campeón          | 4            | 3            | 1            | 0            | 9            | 3            |
| 1982  | Campeón          | 3            | 2            | 1            | 0            | 7            | 2            |
| 1985  | No clasificó     | No clasificó | No clasificó | No clasificó | No clasificó | No clasificó | No clasificó |
| 1986  | Fase de grupos   | 3            | 1            | 1            | 1            | 9            | 2            |
| 1988  | Fase de grupos   | 3            | 1            | 1            | 1            | 3            | 2            |
| 1990  | Campeón          | 5            | 2            | 3            | 0            | 3            | 1            |
| 1992  | Subcampeón       | 6            | 4            | 0            | 2            | 18           | 10           |
| 1994  | Fase de grupos   | 4            | 1            | 2            | 1            | 7            | 6            |
| 1996  | Campeón          | 6            | 6            | 0            | 0            | 18           | 3            |
| 1998  | Campeón          | 6            | 4            | 2            | 0            | 12           | 6            |
| 2000  | Fase de grupos   | 4            | 2            | 1            | 1            | 11           | 3            |
| 2002  | Campeón          | 6            | 5            | 1            | 0            | 13           | 1            |
| 2004  | Campeón          | 6            | 3            | 2            | 1            | 11           | 7            |
| 2006  | 3.er lugar       | 6            | 5            | 1            | 0            | 19           | 3            |
| 2008  | Semifinales      | 5            | 3            | 0            | 2            | 7            | 3            |
| 2010  | Semifinales      | 5            | 3            | 1            | 1            | 6            | 4            |
| 2012  | Campeón          | 6            | 5            | 1            | 0            | 11           | 4            |
| 2014  | Fase de grupos   | 3            | 1            | 1            | 1            | 7            | 2            |
| 2016  | Fase de grupos   | 3            | 2            | 0            | 1            | 6            | 4            |
| 2018  | Subcampeón       | 6            | 4            | 1            | 1            | 12           | 6            |
| 2023  | Semifinales      | 5            | 3            | 2            | 0            | 9            | 1            |
| Total | -                | 190          | 112          | 46           | 32           | 379          | 150          |

## Entrenadores
- Park Jong-hwan (1980-83)
- Park Sang-In (1992-93)
- Cho Young-Jeung (1998-00)
- Park Sung-hwa (2001-04)
- Lee Kwang-jong (2004)
- Park Sung-hwa (2004-05)
- Cho Dong-hyun (2005-09)
- Hong Myung-bo (2009)
- Lee Kwang-jong (2010-13)
- An Ik-soo (2014-2017)
- Shin Tae-yong (2017)
- Chung Jung-yong (2017-2019)